# Самозапалвания в България (2013 – 2015)
Самозапалванията в България представляват вълна от самоубийства чрез самозапалвания на обществени и други места, започнала на фона на Антимонополните протести в началото на 2013 г. Първото подобно самоубийство става факт на 18 февруари. Мотивите за самозапалванията са различни. При някои те са политически, при други социални и икономически. Вълната продължава и през 2014 г. в условия на политическа нестабилност, предсрочни парламентарни избори и сравнително висока безработица. Самоубийствата чрез самозапалване не са характерни за предходни периоди в България.
На 21 март 2013 г. Министерството на здравеопазването обявява, че започва да търси спешни мерки срещу самоубийствата чрез самозапалване.
Проф. Михаил Константинов критикува обявяването на национален траур по повод самоубийства чрез самозапалване, осъжда героизирането им и призовава за медийно мълчание по темата с цел пресичане на евентуалната вълна от подражатели.
Психиатърът д-р Веселин Герев обявява на среща по проблемите на здравеопазването в Пловдив за погрешно внушението, че самозапалващите се хора са психично болни. Според него те са с обикновени проблеми, на които не е обърнато внимание, а представянето им за луди бива използвано като удобно извинение. Той прогнозира, че този тип действия тепърва ще набират скорост.
Съветът за електронни медии (СЕМ) призова медиите в България да се грижат за живота и здравето на гражданите при отразяването на гражданските протести. Според СЕМ има опасност журналистическата интерпретация на самозапалванията и самонараняванията като форма на протест да ги превърне в граждански пример за подражание, а медийното отразяване на поредицата от трагични събития да подтикне към продължаването ѝ.
Д-р Николай Михайлов, психиатър и бивш депутат, смята, че романтизирането на самозапалването съблазнява публиката, а героизирането превръща самоубиеца в модел за подражание. 
През септември 2013 г. във вестник „Стандарт“ психологът Иван Игов изразява опасение от нова вълна самозапалвания с идването на зимния период. 
Като реакция на поредните трагични случаи от лятото и есента на 2014 г. в социалните мрежи е свикан граждански протест против самозапалванията под надслов „Не на отчаянието“, състоял се на 4 ноември пред Президентството в София.
По данни на НСИ общият брой на самоубийствата в страната през 2010, 2011 и 2012 г. е бил съответно 859, 763 и 872 души, което прави самозапалванията от 2013 – 2015 г. сравнително малък, но медийно преекспониран дял.

## Смъртни случаи

### 2013 година
Траян Маречков

Траян Маречков, на 26 години, е първият самозапалил се по време на протестите в България през 2013 г. Той се самозапалва на 18 февруари 2013 г. във Велико Търново и умира от раните си малко след това. Според някои публикации Маречков е имал психически проблеми и е бил безработен. Точните причини за самозапалването не стават ясни. Негови близки твърдят в есе писано в негова памет, че Меречков не е бил луд, нито беден, а самозапалването му е форма на протест срещу социалното, икономическо и политическо положение в България. Майката на Маречков също категорично отхвърля твърденията, че синът ѝ е тънел в мизерия, или е бил психично болен, или наркоман. 
Пламен Горанов

Самозапалването на Пламен Горанов е едно от най-коментираните самозапалвания и е широко отразено в медиите. 36-годишният Горанов се самозапалва пред сградата на Община Варна на 20 февруари 2013 г. Докато е горял, той е извикал „Киро, Киро, днес трябваше да съм в Анталия...“. (Става дума за кмета на Варна Кирил Йорданов). Бива сравняван с Мохамед Буазизи, самозапалил се и дал начало на Арабската пролет, и Ян Палах, самозапалил се по време на Пражката пролет.  Горанов е участвал активно в протестите във Варна, като се е изказвал, както срещу правителството, така и срещу икономическата групировка ТИМ. Горанов умира от раните си на 3 март, като 6 март е обявен за ден на национален траур.  След седмица се появи видео, в което се твърди, че мъж на име Теодор Николов е накарал Пламен Горанов да скандира срещу ТИМ. Обстоятелствата около появата на новия клип са неясни, като съществуват няколко негови версии с неизвестен произход. 
Венцислав Василев

Венцислав Василев, на 53-години, се самозапалва на 26 февруари 2013 г. пред сградата на Община Раднево. Не е известно Василев да е издигал политически лозунги. Той, както и съпругата му са били трайно безработни.  Според сина на Василев, баща му е предприел тази стъпка след като е бил заплашен от съдия-изпълнител със затвор. Според другия син на самозапалилия се, баща му е извършил това за да се обърне внимание на безработното му семейство. Венцислав Василев умира от раните си на 10 март.
Даниела Накова
Трупът на Даниела Накова е открит на 15 март 2013 на Младежкия хълм в Пловдив.  Според прокуратурата става въпрос за самоубийство чрез самозапалване, като няма доказателства, че Накова е била убита.. Накова е имала психически проблеми, както и предишни опити за самоубийство. 
Тодор Йовчев
Тодор Йовчев, на 40 години, се самозапалва на 20 март 2013 на стадиона на село Ситово. Безработица, бедност и семейни проблеми са вероятните причини, които са подтикнали Йовчев към самозапалването. Пред лекарите той разказал, че се е запалил от отчаяние.. Йовчев умира от раните си на 22 март.
Венцислав Козарев
Венцислав Козарев, на 47 години, се самозапалва пред супермаркет в смолянския квартал „Райково“ на 1 май 2013. Според МВР причината за това е лична семейна драма. Той се самозапалва пред съпругата си, с която е в процедура по развод. Козарев получава 85% изгаряния по тялото. . Козарев умира заради несъвместими с живота травми в ранния следобед на 3 май. 
Тодор Димитров
Тодор Димитров, на 59 години, се самозапалва на двора на дома си в град Харманли на 11 юни 2013. Той умира от раните си малко след това. Димитров имал психическо заболяване и допреди седмица бил в болница. Това е вторият случай на самозапалване в рамките на една седмица в Хасковско. 
Надежда Султова
Надежда Султова, на 74 години, се самозапалва в своята къща в село Плоски, край Сандански. Жената е направила импровизирана клада от слама в банята си и се е запалила с нея. Трупът на Султанова е открит от близките ѝ около 10 часа на 15 август. По-рано тя е споделяла пред сестра си, че желае да се самоубие, но за сега не са известни мотивите ѝ.
Николай Куманов
Николай Куманов, на 42 години, се самозапалва на 15 септември 2013 г. в село Стежерово. Той полива автомобила си с бензин, след което влиза в него и се запалва. Съпругата му успява да го извади от автомобила. Куманов е приет за лечение с 80% изгаряния. Според медийни публикации се касае за семеен скандал.  Куманов умира няколко дни по-късно от раните си. 
Събин Събинов
Събин Събинов, на 21 години, се самозапалва на 9 декември 2013 г. във Варна. Мъжът се е самозапалил в градинката до Тубдиспансера на ул. „Мануш войвода“ с бензин. Според медийни публикации Събинов е страдал от шизофрения. Събинов е приет в болница с 90% изгаряния по тялото. Това е второто самозапалване във Варна.  На 12 декември Събинов умира от тежките си рани. 

### 2014 година
Георги Иванов
Георги Иванов на 37 години от град Главиница се самозапалва на 15 януари 2014 г. Смята се, че той е посегнал на живота си след семеен скандал.  Други източници посочват, че самозапалването е вследствие на тежкото финансово състояние на семейството.  Съпругата на Георги безуспешно се опитва да го загаси. Той получава 70% изгаряния и е откаран във ВМИ Варна и с опасност за живота. Лекари му оказват първа помощ, но въпреки всички усилия да бъде спасен той умира на 17 януари.
Неизвестен мъж
Неизвестен мъж на 25 години се самозапалва в софийския квартал „Люлин“ в ранната утрин на 27 юли 2014 г. и получава 97% изгарания. Умира на 30 юли.
Димитър Желев
Димитър Желев, безработен с две деца от Ямбол, се самозапалва на пътя до село Миролюбово на 12 септември 2014 г. и получава почти 100% изгаряния. Умира на 14 септември.
Лидия Петрова
Лидия Петрова, фотограф на 38 години, се самозапалва пред сградата на Президентството в София на 3 ноември 2014 г. и получава над 90% изгаряния. Умира на 10 ноември.
Десислава Колева
Десислава Колева на 28 години от Перник се самозапалва на 19 ноември 2014 г. Тялото ѝ е открито няколко дни по-късно.
Неизвестна жена
Жена на 32 години се самозапалва в Стара Загора на 8 декември 2014 г. и получава 92% изгаряния. Умира на 10 декември.
Станка Янкова
Станка Янкова на 82 г. от село Върбовка се самозапалва на 26 декември 2014 г. в дома си и умира в пламъците.

### 2015 година
Неизвестен мъж
На 3 февруари 2015 г. трупът на мъж с инициали Б. П. на 45 г. е открит в опожарен личен автомобил в землището на село Поибрене.
Неизвестен мъж
На 11 април 2015 г. привечер неизвестен мъж се самозапалва в открито пространство между блокове на софийския квартал „Люлин“ и умира малко по-късно от получените наранявания.
Неизвестен мъж
На 4 май 2015 г. сутринта неизвестен мъж, по непотвърдена информация собственик на магазин, се самозапалва в приземния етаж на къщата си в Казанлък и малко по-късно умира от раните.
На 28 август 2015 г. 49-годишен мъж от София почива след самозапалване.
Неизвестна жена
На 29 ноември 2015 г. се самозапалва жена край заведение, намиращо се близо до язовир „Пасарел“. Почива вследствие на изгарянията.

### 2016 година
На 2 април 2016 г. мъж се запалва в София. На място веднага се отзовават хора на помощ и пламъците са загасени с подръчни средства.

## Ранени

### 2013 година
Димитър Димитров
Димитър Димитров, на 51 години, се самозапалва пред сградата на Президентството на 12 март 2013. Охраната на сградата, както и случайни граждани са успели бързо да го загасят. Според медийни публикации причината за самозапалването е била бизнес проблеми. Димитров има 25% изгаряния по тялото.  „Не се палете! Не това е начинът за изход от проблемите. Много е болезнено. Аз извадих късмет, че останах жив.“ – това заяви Димитров пред вестник „Труд“ на 5 април. Димитров вече е извън опасност за живота. През май 2013 г. Димитров определя постъпката си като „най-безсмисления акт в живота му“ и определя самозапалването си като форма на протест срещу случващото се в страната. 
Георги Костов
Георги Костов, на 31 години, се самозапалва с бензин в Димитровград. Инцидентът се разиграва малко след полунощ на 5 юни 2013. Мъжът се самозапалва в жилището си, при което буди жена, с която живее на семейни начела. Жената успешно успява да го загаси, но получава изгаряния. Костов е с 30% изгаряния, а жената със 7%. И двамата са без опасност за живота.  Според медийни публикации причината за опита за самоубийство са дългове на семейството.
Неизвестен мъж
Неизвестен мъж на 48 години се самозапалва след семеен конфликт в Дупница. Инцидентът се разиграва на 23 юли 2013 г. Мъжът е с 25% изгаряния в областта на главата, гърдите и горните крайници. Медийни публикации сочат за причина за случилото се тежкото социално положение на мъжа. 
Неизвестна жена
Неизвестна жена на 37 години се самозапалва в столичния квартал Слатина. Тя се е поляла с бензин и се е запалила на 12 август 2013 г., около 22 часа. Жената е откарана в болница с 85% изгаряния и опасност за живота.  Според медийни публикации опита за самоубийство е бил планиран от доста време. 
Милко М. и Живка М.
Семейна двойка известна, като Милко М. (52 години) и Живка М. (49 години) са намерени на 16 септември 2013 г. със сериозни изгаряния в шуменското село Никола Козлево. Мъжът е заявил, че сами са се запалили, като медийни публикации спекулират, че съпругата му, която е страдала от психически заболявания, е заляла мъжа си със запалителна течност, запалила го е, след което се е грабнала за него. И двамата са с опасност за живота и изгаряния от 50%. 
Атанас Атанасов
Атанас Атанасов на 34 години се самозапалва на 27 октомври 2013 г. вечерта в Дупница. Според свидетели той се полива с разредител за боя и се самозапалва след семеен скандал. Атанасов е с 30% изгаряния и опасност за живота.  Според други медийни публикации се касае за самозапалване в резултат на употреба на голямо количество алкохол и сериозните финансови затруднения на Атанасов.  Това е вторият случай на самозапалване в Дупница. След месец лечение Атанасов е възстановен напълно. 

### 2014 година
Тодор Атанасов
Тодор Атанасов на 61 години се самозапалва на 13 януари 2014 г. в Пазарджик. Тодоров е влязъл в тоалетната на сградата на ТЕЛК в града и се е самозапалил със спирт. Той бързо е загасен и нараняванията му са малки – изгаряния първа степен по шията и лицето. Няма опасност за живота му. Полицията категорично е посочила, че става въпрос за самозапалване. Според медийни публикации Тодоров е имал сериозни здравословни проблеми и прекратена инвалидна пенсия. Той се е намирал в сградата на ТЕЛК за да провери дали има решение по казусът му.  По-късно Атанасов заявява пред медии, че самозапалването му е поради социални причини. 
Неизвестен мъж
На 1 юни 2014 г. сутринта неизвестен мъж на 58 г. се самозапалва в центъра на сливенското село Крушаре.
Тодор Бързашки
Тодор Бързашки, безработен на 30 години от град Койнаре, се самозапалва в дома си на 11 ноември 2014 г.

## Други
На 24 март 2013 г. служители на полицията предотвратяват самозапалване на 73-годишен мъж пред сградата на Президентството в София.
На 27 март 2013 г. полицаи предотвратяват опит за самозапалване в Ботевград. 48-годишният Николай Гацев иска да се самозапали в знак на протест срещу извеждане на жена от апартаментът ѝ, който е продаден от съдия изпълнител заради неуредени кредити. Полицията успешно отнема бутилка със запалителна течност и запалка от Гацев и го задържа в местното РПУ.
На 11 юли 2013 Чавдар Янев, на 55 години, който протестира срещу съдебната система пред сградата на Висшия съдебен съвет направи неуспешен опит за самозапалване. Янев се полива с бензин, но полицията се намесва преди той да успее да се самозапали. 
Неизвестен мъж прави опит за самозапалване на 18 юли 2013 г. на Орлов мост в София. Той се полива с бензин по време на протест срещу кабинета Орешарски, но намиращи се на близо граждани и полицаи не му дават да се запали. 
На 7 август 2013 г. 41-годишен мъж се опитва да се самозапали в подлез до НДК в София. Той се полива със запалителна течност, но намиращи се наблизо полицаи го спират. 
На 16 август 2013 г. възрастна жена се опитва да се самозапали в център на мобилен оператор в Казанлък. Жената е влязла в центъра с шише запалителна течност и е заплашила, че ще се самозапали, но припада преди да го стори. 
Господин Димитров, арестант очакващ присъда в Бургаския затвор, успява на 5 февруари 2014 г. да се залее със запалителна течност и заплашва със самозапалване. Охраната е предотвратила опита. По случая се води разследване. 

## Самозапалвания в България след 2015 г.
На 30 октомври 2018 г. в Кнежа мъж се самозапалва в автомобила си.
През първата половина на февруари 2019 г. се самозапалват още трима души – 51-годишен мъж от дряновското село Буря, 52-годишна жена в двора на къщата си в стражишкото село Камен и баща на две деца от град Рила, Кюстендилско. Всички посягат на живота си поради отчаяние от бедност.
Според академик Петър Иванов „България е абсолютен световен шампион по протестни самозапалвания! Ние сме на първо място в света по самоубийства, на първо място в света по смъртност и на първо място в света по намаляване и изчезване на населението.“
На 21 октомври 2020 г. около 14 часа 49 годишна жена, майка на три деца се залива с бензин и самозапалва в двора си в Кочериново. Получава тежко изгаряне на крайниците, на лицето и на шията.